# Panagiōtīs Dagklīs
Panagiōtīs Dagklīs (in greco Παναγιώτης Δαγκλής, traslitterato anche come Panagiotis Danglis; Agrinio, 1853 – Atene, 9 marzo 1924) è stato un generale e politico greco.
Capo di stato maggiore dell'esercito greco durante il periodo delle guerre balcaniche e comandante in capo delle forze greche durante la prima guerra mondiale, fu anche membro del parlamento e ministro della guerra del governo provvisorio di Eleutherios Venizelos (1916-1917).

## Biografia
Nato ad Agrinio, si diplomò all'accademia militare di Nauplia nel 1878 uscendone con il grado di sottotenente dell'artiglieria, studiando poi per un ulteriore anno in Belgio. Rientrato in patria, fu promosso capitano e tra il 1884 e il 1887 svolse il ruolo di aiutante per la missione militare francese in Grecia, dedita alla modernizzazione dell'esercito ellenico; considerato un esperto di artiglieria, Danglìs insegnò all'accademia militare dell'esercito e contribuì alla progettazione del 75 mm Schneider-Danglis Mle 1906/09, un cannone da montagna calibro 75 mm poi adottato dall'esercito greco. Durante la guerra greco-turca del 1897 servì come capo di stato maggiore della 1ª Brigata fanteria nel settore dell'Epiro; promosso tenente colonnello, fu trasferito allo stato maggiore dell'esercito greco nel 1904.
Promosso colonnello nel 1907, partecipò agli eventi della cosiddetta "Lotta Macedone" (i tentativi insurrezionali delle popolazioni di origine greca nella regione della Macedonia contro il dominio ottomano), supervisionando le attività dei ribelli nella zona di Salonicco sotto il nome di guerra di "Parmenione"; tra il 1908 e il 1909 guidò anche il comitato macedone presso l'"Organizzazione panellenica". Promosso maggior generale nel 1911, divenne capo di stato maggiore generale dell'esercito greco nell'agosto del 1912, sia per via delle sue abilità che come contrappeso agli ufficiali di fede realista e germanofila presenti nell'alto comando ellenico; durante il periodo delle guerre balcaniche servì come capo di stato maggiore dell'Armata della Tessaglia agli ordini del principe ereditario Costantino. Nel marzo del 1913 fu promosso tenente generale e posto al comando del Corpo d'armata dell'Epiro, facendo parte anche della delegazione greca che negoziò il trattato di Londra (30 maggio 1913) conclusivo della prima guerra balcanica.
Nel tardo 1914 Danglìs lasciò l'esercito e si dedicò alla politica, venendo eletto al parlamento nazionale nel 1915 come rappresentante di Giannina per il partito liberale di Eleutherios Venizelos. Nel 1916 esplosero in Grecia le tensioni tra il primo ministro Venizelos, favorevole alla partecipazione del paese alla prima guerra mondiale a fianco degli Alleati, e il re Costantino, favorevole invece a un'alleanza con la Germania: con l'appoggio degli Alleati, Venizelos diede vita ad un governo provvisorio a Salonicco, retto da un triumvirato composto anche dall'ammiraglio Pavlos Koundouriotis e dallo stesso Danglìs, che ricoprì la carica di ministro della guerra. Dopo la deposizione di Costantino nel 1917 e l'entrata in guerra della Grecia, Danglìs assunse il comando in capo di tutte le forze greche, carica che mantenne fino alla fine delle ostilità quando lasciò nuovamente la carriera militare per ritornare al suo incarico di parlamentare; nel 1921, dopo l'auto-esilio di Venizelos, fu eletto alla presidenza del partito liberale greco.
Panagiōtīs Dagklīs morì il 9 marzo 1924 ad Atene, all'età di 71 anni.